# Sly & the Family Stone

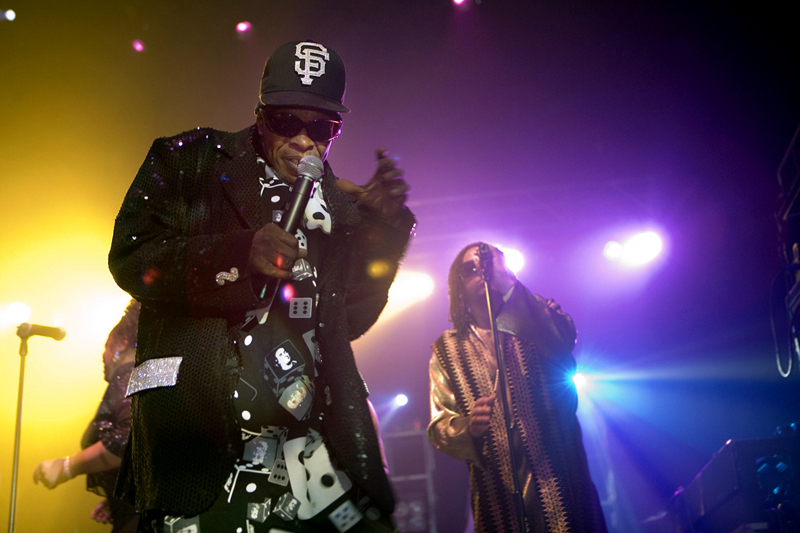
Sly and the Family Stone

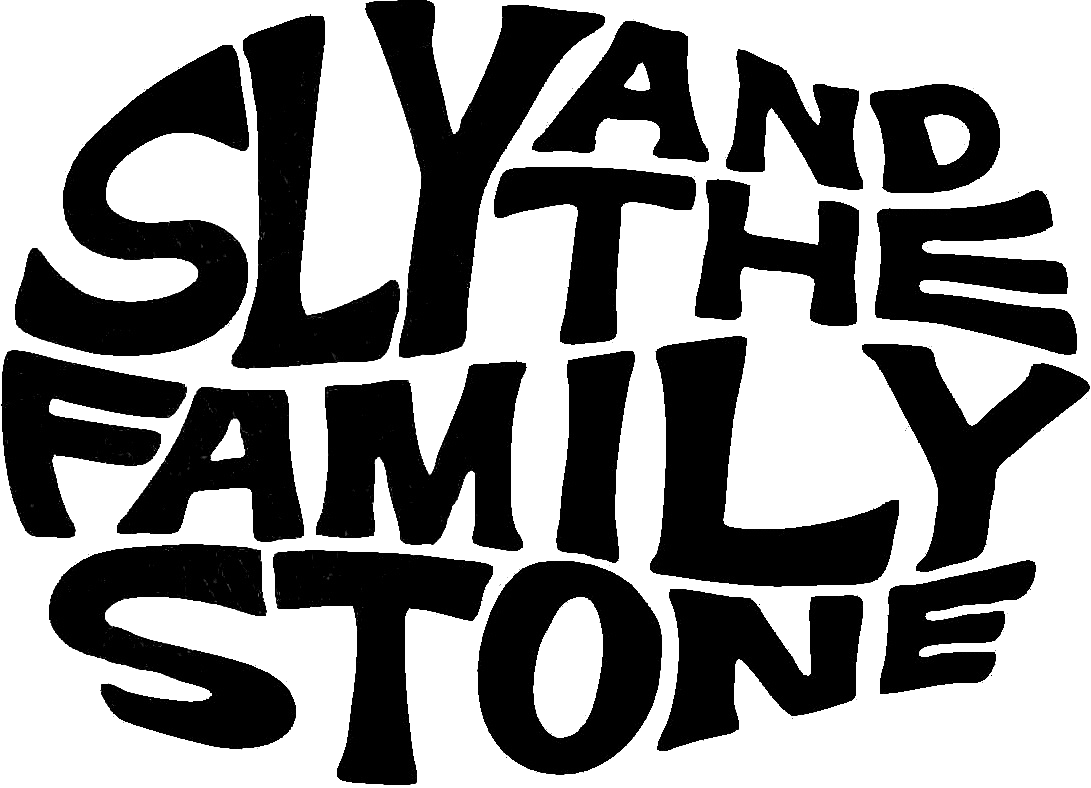
Logo

Sly & the Family Stone waren een Amerikaanse funk-, soul- en rockband uit San Francisco, Californië. Ze waren actief tussen 1966 en 1975. De voorman van de band was de zanger, componist, platenproducer en multi-instrumentalist Sly Stone, en de band bevatte daarnaast enkele familieleden en vrienden van Sly Stone. Sly & the Family Stone staat bekend als de eerste grote Amerikaanse rockband met een multiculturele bezetting; de band bestond namelijk uit Afro-Amerikanen, blanken, mannen en vrouwen.
De band speelde een belangrijke rol in de ontwikkeling van de Amerikaanse popmuziek in het algemeen en soul, funk, psychedelische muziek en later ook hiphop en R&B in het bijzonder.
Ze hadden in de Verenigde Staten vijf toptienhits, waaronder Dance to the Music, Everyday People en Family Affair, en vier, volgens popcritici, baanbrekende albums.

## Geschiedenis
De broers Sly en zanger/gitarist Freddie Stone hadden eind 1966 hun twee bands, genaamd Sly & the Stoners en Freddie & the Stone Souls, bij elkaar gevoegd. Het resultaat was dat de twee broers bijgestaan werden door de trompettist Cynthia Robinson (1946 - 2015) en drummer Gregg Errico. De saxofonist Jerry Martini en de bassist Larry Graham completeerden de oorspronkelijke bezetting en binnen een jaar kwam ook nog Sly and Freddie's zus Rose Stone (piano) in de band. Sly Stone, Freddie Stone, Larry Graham en Rose Stone zouden alle vier de hoofdvocalen gaan verzorgen, en als achtergrondkoor fungeerde de groep Little Sister, met zijn andere zus Vet Stone, en tevens Mary McCreary en Elva Mouton. Hun debuutsingle was I Ain't Got Nobody, een grote lokale hit voor Loadstone Records. Dit trok de aandacht van het grote Epic Records, die Sly & The Family Stone contracteerde. Na het lauw ontvangen debuutalbum A Whole New Thing uit 1967 werd hun eerste hit Dance to the Music, die op het gelijknamige album uit 1968 zou komen te staan.
De eerste jaren was hun muziek meer soul- en rockgeoriënteerd, wat resulteerde in het nieuwe subgenre psychedelische soul. Tevens hadden ze een belangrijk aandeel in de toenmalige hippiecultuur en speelden ze op het beroemde Woodstockfestival in augustus 1969. Het album Stand! uit datzelfde jaar wordt als een klassieker beschouwd en was tevens een groot commercieel succes.
Begin jaren zeventig schakelde de band over naar een krachtig en door drugs beïnvloed funkgeluid, dat net zoveel invloed zou hebben als hun eerdere werk. Het album There's a Riot Goin' On uit 1971 wordt door kenners als een baanbrekend funkalbum gezien en als een voorloper van de p-funk.
Drugsgebruik en het botsen van verschillende karakters zorgden er echter voor dat de band langzaam uit elkaar begon te vallen. Ook daalden de verkoopcijfers en de populariteit van de band. Errico verliet de groep in 1971; hij werd vervangen door Andy Newmark. Larry Graham and Sly gingen niet meer vriendschappelijk met elkaar om en Graham werd begin 1972 ontslagen en vervangen door Rusty Allen. De band's latere albums Fresh (1973) en Small Talk (1974) hadden amper nog invloed van de Family Stone. Ook kreeg de band een slechte naam door niet op te komen dagen bij concerten, wat ervoor zorgde dat ze steeds minder vaak geboekt werden. Na een desastreus verlopen verplichting in de New Yorkse Radio City Music Hall, viel de band in januari 1975 volledig uit elkaar.
Sly Stone ging daarna verder met het opnemen van solo-albums, die op een na ook onder de naam "Sly & the Family Stone" werden uitgebracht. Tevens bleef hij toeren onder deze naam van 1975 tot 1987, toen hij werd gearresteerd en veroordeeld in verband met cocaïnegebruik.
In 1993 werd de band bijgezet in de Rock and Roll Hall of Fame.

## Discografie

### Albums
| Jaar | Album                                |
| --- | ------------------------------------ |
| 1967 | A Whole New Thing                    |
| 1968 | Dance to the Music                   |
| 1968 | Life                                 |
| 1969 | Stand!                               |
| 1970 | Greatest Hits                        |
| 1971 | There's a Riot Goin' On              |
| 1973 | Fresh                                |
| 1974 | Small Talk                           |
| 1975 | High on You 1                        |
| 1976 | Heard You Missed Me, Well I'm Back 2 |
| 1979 | Back on the Right Track 2,3          |
| 1983 | Ain't But the One Way 2,3            |
| Opmerkingen: Alle albums zijn uitgebracht door Epic Records, behalve waar aangegeven. Op deze lijst zijn geen verzamelalbums meegenomen. 1. Uitgebracht onder de naam Sly Stone. 2. Niet met de originele bezetting. 3. Uitgebracht door Warner Bros. Records. |                                      |

### Hitsingles
| Jaar | Single                                                       | Hoogste positie Nederlandse Top 40 | Hoogste positie Amerikaanse Top 40 |
| ---- | ------------------------------------------------------------ | ---------------------------------- | ---------------------------------- |
| 1968 | Dance to the Music                                           | -                                  | 8                                  |
| 1969 | Everyday People                                              | -                                  | 1                                  |
| 1969 | Stand!                                                       | -                                  | 22                                 |
| 1969 | I Want to Take You Higher                                    | -                                  | 38                                 |
| 1969 | Hot Fun in the Summertime                                    | -                                  | 2                                  |
| 1970 | Thank You (Falettinme Be Mice Elf Agin) /Everybody Is a Star | -                                  | 1                                  |
| 1971 | Family Affair                                                | 21                                 | 1                                  |
| 1972 | Runnin' Away                                                 | -                                  | 23                                 |
| 1973 | If You Want Me to Stay                                       | -                                  | 12                                 |
| 1974 | Time for Livin                                               | -                                  | 32                                 |